# Cerebus

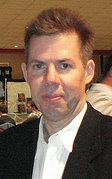
Dave Sim

Cerebus the Aardvark ofwel Cerebus is een Canadese stripreeks, getekend en geschreven door Dave Sim. Sim bracht in 1977 het eerste deel uit, met de bedoeling één deel per maand te publiceren tot en met nummer #300. Met hulp van Gerhard, die de achtergronden verzorgt in de reeks, vervulde hij dit doel in maart 2004.

## Over Cerebus
De naam Cerebus kwam per ongeluk tot stand toen Sim Cerberus verkeerd spelde. De Canadees bracht de gehele serie uit in eigen beheer, onder de imprint Aardvark-Vanaheim. Sim begon in augustus 2004 met het maandelijks publiceren van de titel Following Cerebus. Deze serie bevat voorheen niet in druk verschenen correspondentie van de makers, essays en ongepubliceerd tekenwerk uit Cerebus en interviews met (andere) schrijvers en tekenaars van comictitels.

## Inhoud
Cerebus gaat over een cynisch, grofgebekt, op twee poten lopend en kleren dragend aardvarken met de naam uit de titel. De eerste tientallen delen zijn voornamelijk bedoeld als parodie op personages als Conan de Barbaar. Cerebus is daarin een sarcastische schuinsmarcheerder en huurling die voornamelijk uit is op geld, op welke manier te verkrijgen dan ook. Hij loopt rond in een wereld waarin hij met listen andere, voornamelijk naïeve tot domme, personages hun bezittingen aftroggelt. Zijn grootste belang - met afstand - is hijzelf.
Hoewel zijn persoonlijke karakteristieken gaandeweg ongeveer gelijk blijven, wordt zijn personage later steeds verder verdiept. Daarbij worden de verhaallijnen serieuzer, minder cartoonesk en zijn ze voornamelijk bedoeld als kritiek en/of satire op de waarden van de moderne mensheid en politiek. Dit gebeurt soms in de vorm van rechtstreekse uitspraken van Cerebus zelf, maar vaker door middel van verhaaltechnische metaforen en allegorieën.

## 'Telefoonboeken'
Sim gaf alle Cerebusdelen (behalve deel #51) verzameld uit in bundelingen die omvangrijker zijn dan gewoonlijk in de comichandel. Verzamelbanden met daarin 25 tot 30 delen zijn geen uitzondering. In de wandelgangen kregen de Cerebusverzamelingen daardoor de bijnaam phonebooks, ofwel 'telefoonboeken'. De gehele serie is als volgt verzameld verschenen:
- Cerebus (#1-25)
- High Society (#26-50)
- Church and State I (#52-80)
- Church and State II (#80-113)
- Jaka's Story (#114-136)
- Melmoth (#139-150)
- Flight (Mothers and Daughters vol. 1) (#151-162, won de Will Eisner-award voor beste grafische album in herdruk 1994)
- Women (Mothers and Daughters vol. 2) (#163-174)
- Reads (Mothers and Daughters vol. 3) (#175-186)
- Minds (Mothers and Daughters vol. 4) (#187-200)
- Guys (#201-219)
- Rick's Story (#220-231)
- Going Home (Going Home vol. 1) (#232-250)
- Form and Void (Going Home vol. 2) (#251-265)
- Latter Days (Latter Days vol. 1) (#266-288)
- The Last Day (Latter Days vol. 2) (#289-300)

## Trivia
- Cerebus heeft een gastoptreden in het achtste deel van de serie Spawn van Todd McFarlane.
- Deel #51 werd niet opgenomen in de verzamelingen omdat Sim het volkomen los vond staan van de voorgaande en nakomende nummers. Het werd wel herdrukt in Cerebus #0.